# John Wesley Hardin
John Wesley Hardin (* 26. Mai 1853 in Bonham, Texas; † 19. August 1895 in El Paso, Texas) war ein US-amerikanischer Bandit und Revolverheld. Nach seinem Tod wurde Hardin eine legendäre Figur des Wilden Westens.

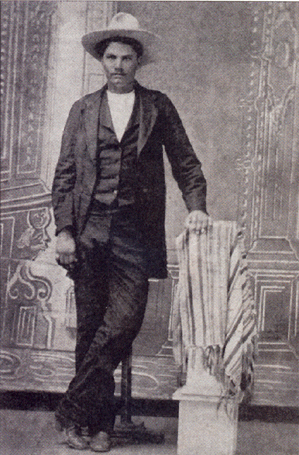
John Wesley Hardin

## Leben
Hardin wurde als Sohn des Bezirksreiters und Predigers James Gibson Hardin und seiner Frau Mary Elizabeth Dixson in Bonham geboren und wuchs mit mehreren Geschwistern auf. Er wurde nach dem Begründer der methodistischen Bewegung John Wesley benannt.
Im Alter von 15 Jahren beging Hardin im November 1868 seinen ersten Mord: In Moscow erschoss er nach einem Streit den ehemaligen Sklaven seines Onkels, Maje Holshousen. Nach Streitigkeiten in einem Kartenspiel erschoss Hardin am 25. Dezember 1869 Jim Bradley in der heutigen Geisterstadt Towash auf offener Straße. In Kosse tötete Hardin 1870 einen Straßenräuber.
Im Januar 1871 wurde Hardin wegen Mordes an dem Marshal Laban John Hoffman verhaftet. Hardin bestritt jedoch, dieses Verbrechen begangen zu haben, bei der Überstellung nach Waco tötete er seine drei Begleiter und flüchtete.
Anschließend ließ sich Hardin eine Zeit in Abilene nieder und lernte dort Bill Hickok kennen. Am 8. August 1871 erschoss Hardin im American House Hotel seinen Zimmernachbarn Charles Couger mit mehreren Schüssen durch die Wand, da er sich durch sein Schnarchen gestört fühlte. Gegen Ende des Jahres 1871 heiratete er seine Jugendliebe Jane Bowen, die ihm zwei Kinder gebar.
Nach vier weiteren Morden wurde Hardin 1872 verhaftet. Nach seiner Flucht aus dem Gefängnis in Cherokee County war er zunächst als Cowboy tätig. Nachdem Hardin 1873 den Revolvermann Jack Helm sowie 1874 den Deputy Sheriff von Brow County, Charles Webb, erschossen hatte, zog er mit seiner Familie eine Zeitlang durch Florida und Alabama. Am 23. Februar 1877 wurde Hardin von dem Texas Ranger John Barclay Armstrong in Pensacola (Florida) verhaftet.
Am 28. September 1878 wurde Hardin zu einer Freiheitsstrafe von 24 Jahren verurteilt. Während zeitgenössische Zeitungsberichte ihm 27 Morde zuschrieben, sprach Hardin während der Verhandlung selber von 44 Männern. Im Gefängnis studierte Hardin Rechtswissenschaft und schrieb seine Autobiographie. Nach seiner vorzeitigen Freilassung im Jahre 1892 eröffnete Hardin eine Anwaltskanzlei in El Paso. Am 19. August 1895 wurde er nach einem Streit mit dem Polizisten John Selman in einem Saloon von diesem durch einen Schuss in den Hinterkopf getötet.

## Mediale Rezeption

### Filme
Folgende Filme nehmen Bezug auf das Leben von John Wesley Hardin:
- 1953: Gefährliches Blut mit Rock Hudson als Wes Hardin und Mary Castle als Jane Brown
- 1954: verkörperte Richard Webb in Episode 12 der Serie Eisenbahndetektiv Matt Clark Hardin.
- 1970: Der „schärfste“ aller Banditen mit Jack Elam als Hardin
- 1994: Maverick – Den Colt am Gürtel, ein As im Ärmel mit Max Perlich als Hardin
- 2015: Hardin mit Matthew Ziff in der Titelrolle

### Musik
- Johnny Cash widmete dem Revolverhelden 1965 den Song Hardin Wouldn’t Run.
- Bob Dylan benannte sein Country-Album John Wesley Harding nach dem Revolverhelden.
- Moondog (Louis Thomas Hardin) gibt in seinem Song Here’s to John Wesley Hardin in einer knappen Strophe das Leben Hardin’s wieder.

### Videospiele
In Call of Juarez: Gunslinger schlüpft der Spieler in die Rolle eines Kopfgeldjägers. In Abilene in Kansas muss er sich zuerst durch die Reihen von Hardins Gefolgsleute kämpfen, um dann Hardin im Saloon in einem Duell zu töten.